# روز إنجلش
روز إنجلش (بالإنجليزية: Rose English)‏ هي مصممة رقص ومخرجة وممثلة بريطانية، ولدت في 1950.

## وصلات خارجية
- روز إنجلش على موقع IMDb (الإنجليزية)
- روز إنجلش على موقع ألو سيني (الفرنسية)
- روز إنجلش على موقع أول موفي (الإنجليزية)
- روز إنجلش على موقع قاعدة بيانات الأفلام السويدية (السويدية)
- روز إنجلش على موقع قاعدة بيانات الفيلم (الإنجليزية)
- روز إنجلش على موقع كينوبويسك (الروسية)